# Mosquée Sidi Mardoum
La mosquée Sidi Mardoum (arabe : مسجد سيدي مردوم) est une ancienne mosquée tunisienne, qui n'existe plus de nos jours et qui était située dans le quartier juif de la Hara, au nord-est de la médina de Tunis.

## Localisation
Elle se trouvait sur la rue Sidi Mardoum, près de Bab Cartagena, l'une des portes de la médina, disparue de nos jours. 

## Étymologie
Elle tire son nom du saint homme Sidi Mardoum dont la localisation de son tombeau était connue jusqu'en 800 de l'hégire.

## Histoire
On dispose de peu d'informations concernant la date de construction de cet édifice témoignant de la coexistence des communautés juive et musulmane au vu de sa proximité avec les synagogues de la Hara.   